# 한국탄소학회
 한국탄소학회는 사회 일반의 이익에 공여하기 위하여 공익 법인의 설립, 운영에 관한 법률의 규정에 따라 탄소 과학 및 탄소재료의 응용에 관한 학문 및 기술적인 연구 개발, 정보 교환 및 보급 등 제반 산·학협동으로 탄소 공업의 진흥에 이바지함을 목적으로 2000년 6월 10일 설립허가된 대한민국 미래창조과학부 소관의 사단법인이다. 사무실은 전라북도 전주시 덕진구 팔복동2가 812번지 국제탄소연구소 403호에 있다.